# Telgruc-sur-Mer
Telgruc-sur-Mer település Franciaországban, Finistère megyében. Lakosainak száma 2145 fő (2022. január 1.). Telgruc-sur-Mer Argol, Crozon és Landévennec községekkel határos.

## Népesség
A település népessége az elmúlt években az alábbi módon változott:
| Lakosok száma | 1901 | 1838 | 1811 | 1979 | 2120 | 2124 | 2085 | 2098 | 2102 | 2145 |
|               | 1968 | 1982 | 1990 | 2006 | 2013 | 2015 | 2017 | 2019 | 2020 | 2022 |